# Diómedes Jiménez
Diómedes A. Jiménez Ramos (Cotuí, República Dominicana, 9 de octubre de 1990) es un músico multiinstrumentista, productor discográfico, compositor y rapero dominicano. Se inició en el mundo del rap a los 14 años y luego se formó académicamente en la música. Se ha destacado por fusionar el hip-hop con el jazz, el folclore dominicano y la música urbana, así como por usar letras con contenido social y personal.

## Biografía
Desde muy joven Diómedes se interesó por el rap. Comenzó a producir beats y a presentarse en eventos locales de hip-hop a los 14 años. A los 16 años, hizo una pausa en su carrera musical para enfocarse en sus estudios universitarios. Estudió Música en la Universidad Autónoma de Santo Domingo (UASD), pero se desarrolló principalmente de manera autodidacta. Llegó a trabajar como profesor, instrumentista y director de coros en varias instituciones educativas.
En 2020, retomó su carrera como intérprete y productor solista, y junto a su directora creativa Mary Paniagua, fundó la casa productora is.La Tekina, donde se llevan a cabo todos sus proyectos musicales y visuales. Su sonido incorpora elementos del folclore dominicano, la música urbana en todas sus formas, el jazz y la música progresiva. Su música narra lo que ve y siente, reflejando su crítica social y su humanidad sin dejar de capturar la atención del público. Sus producciones se destacan por su versatilidad vocal e interpretativa, así como por sus visuales cinematográficos.

## Estilo musical
Desde sus inicios, Diómedes Jiménez ha mostrado ser un artista completo y complejo, en donde el contenido de sus composiciones van más allá de simple palabras, ya que son ideas concretas que pueden ir desde lo social o personal, a lo consciente. Con letras bien pensadas, parte de un hip-hop de conciencia o de mochila, como suelen llamarle, pero no tiene esa actitud de que quiera mostrar intelectualidad, sino mostrar sus puntos de vista, a veces gracioso, pero sin perder su norte. Además, lleva al rap dominicano a otro nivel fusionándolo y añadiendo voces que complementan cada una de sus creaciones. Otra de las razones que marcan la diferencia de su carrera con el resto, es esa traducción de lo verbal a lo visual. Diómedes se ha destacado por crear proyectos musicales que expresan un sentimiento o un estilo de vida.

## Discografía
- "No Tiene Fin"
- "Fuego"
- "Agua"
- "223.10"
- "Puente"
- "Mar"
- "De Camino" Ft. Inka
- "Antorcha"
- "Dividí"
- "Dilema"
- "Consecuencia"

## Como productor musical
Diómedes Jiménez ha trabajado en cada aspecto de sus producciones, abarcando prácticamente todo el crédito de éstas. Ha realizado trabajos para artistas como Eddy Herrera (Intro en "Tú Me Tienes Mal", 2016), Audrey Campos ("Tekila", 2023), y algunos artistas independientes. También se ha destacado por la musicalización y sonorizacion del cortometraje "Un día de suerte" del cineasta Fernando Blanco, presentado en el Festival de Cine de Huelva en 2014.

## Como editor audiovisual
Se ha desempeñado como el director de postproducción de todos sus trabajos visuales, adicionalmente a algunos trabajos realizados para otros artistas. Dentro de algunos de estos proyectos podemos apreciarlo en:
- "Fuego" (2020) - edición, colorización, producción musical de intro y outro
- "Agua" (2021) - montaje, edición, colorización, sonorización y producción musical de intro
- "Tercer Mundo" - Aimeé (2021) - montaje y edición
- "Puente" (2021) - montaje, edición, sonorización y producción musical de intro
- "Seres En El Campo" - is.La Tekina (2021–presente) - montaje, edición, sonorización y musicalización
- "Dentro De Mí" - Jaén Is Cooking (2021) - montaje, edición y colorización
- "Mar" (2022) - montaje, edición y colorización
- "De Camino" Ft. Inka (2022) - montaje, edición, sonorización y producción musical de intro
- "Consecuencia" (2023) - edición y colorización
- "Dilema" (2023) - montaje, edición, sonorización y musicalización

## Reconocimientos
- Premios Indie Dominicano 2021 (nominado) - "Fuego" como mejor canción urbana y mejor diseño de portada
- Premios Indie Dominicano 2022 (nominado) - "No Tiene Fin" como mejor canción urbana y "Agua" como mejor  video
- Premios Videoclip Awards 2023 (nominado) - "De Camino" como mejor video Folk o Tradicional
- Premios con Alma 2023 (nominado) - "Novedad musical"

### Redes sociales
- Diómedes Jiménez en Facebook
- Diómedes Jiménez en X (antes Twitter)
- Diómedes Jiménez en Instagram
- Diómedes Jiménez en YouTube

- Datos: Q123998204